# Cantón de Avesnes-sur-Helpe-Norte
El cantón de Avesnes-sur-Helpe-Norte era una división administrativa francesa, que estaba situada en el departamento de Norte y la región de Norte-Paso de Calais.

## Composición
El cantón estaba formado por trece comunas, más una fracción de la comuna que le daba su nombre:
- Avesnes-sur-Helpe (fracción)
- Bas-Lieu
- Beugnies
- Dompierre-sur-Helpe
- Dourlers
- Felleries
- Flaumont-Waudrechies
- Floursies
- Ramousies
- Saint-Aubin
- Saint-Hilaire-sur-Helpe
- Sémeries
- Semousies
- Taisnières-en-Thiérache

## Supresión del cantón de Avesnes-sur-Helpe-Norte
En aplicación del Decreto nº 2014-167 de 17 de febrero de 2014, el cantón de Avesnes-sur-Helpe-Norte fue suprimido el 22 de marzo de 2015 y sus 14 comunas pasaron a formar parte; ocho del nuevo cantón de Avesnes-sur-Helpe y seis del nuevo cantón de Fourmies.